# 희천군 (대한민국)
희천군(熙川郡)은 대한민국 평안북도에 있는 대한민국의 군이다. 이북5도위원회가 관리하는 명목상의 행정 구역이다. 면적은 2,365.9km2로, 1읍 8면 35동으로 이루어져 있다. 군청소재지는 희천읍 읍상동이다.

## 행정 구역
| 읍면           | 면적(km2) | 동 숫자 | 동(洞)                                                 |
| -------------- | --------- | ------- | ------------------------------------------------------ |
| 희천읍(熙川邑) | 85.12     | 4       | 읍상(邑上) 읍하(邑下) 역평(驛坪) 가라지(加羅之)        |
| 남면(南面)     | 190.02    | 4       | 소요항(所要項) 원명(圓明) 부성(富城) 송곶지(宋串之)    |
| 동면(東面)     | 148.89    | 3       | 갈현(葛峴) 청량(淸凉) 어허천(魚許川)                   |
| 동창면(東倉面) | 327.67    | 5       | 창(倉) 신죽(新竹) 백산(白山) 석포(石浦) 아롱성(我弄城) |
| 북면(北面)     | 369.45    | 4       | 명문(明文) 관대(館垈) 명대(明垈) 개고개(价古介)        |
| 서면(西面)     | 227.10    | 3       | 극성(克城) 평원(平院) 상서(上西)                       |
| 신풍면(新豊面) | 463.85    | 4       | 서(西) 동(東) 남(南) 북(北)                            |
| 장동면(長洞面) | 290.47    | 4       | 관(館) 원흥(元興) 용평(龍坪) 생(生)                    |
| 진면(眞面)     | 262.79    | 4       | 장평(長坪) 마선(馬船) 초(草) 행천(杏川)                |

## 참고 문헌
- “평안북도 시군 소개”. 이북5도위원회.
- “평안북도 기구 및 정원”. 이북5도위원회.

## 같이 보기
- 희천시